# أكي كاوامورا
أكي كاوامورا (باليابانية: 川村亜紀؛ بالكانا: かわむら あき) هي ممثلة يابانية، ولدت في 15 أكتوبر 1980 في طوكيو في اليابان.